# Dorothy Smith

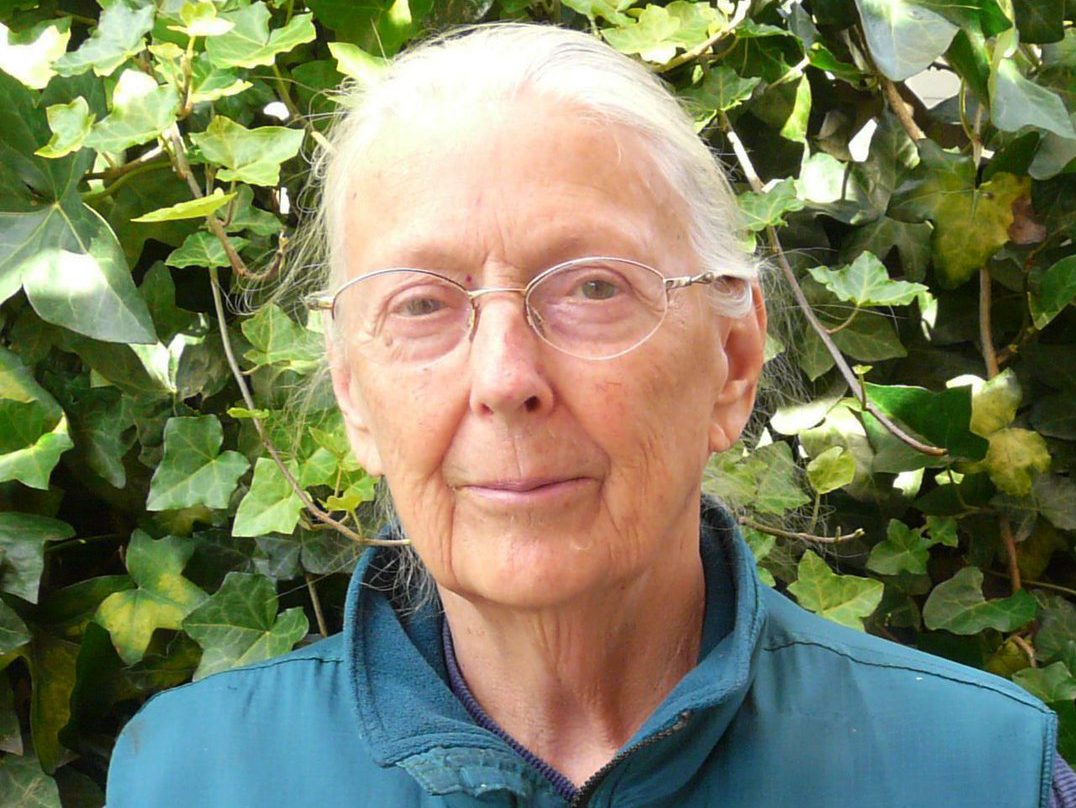
Dorothy Smith (2022)

Dorothy Edith Smith (* 6. Juli 1926 in Northallerton, North Yorkshire, England als Dorothy Edith Place; † 3. Juni 2022 in Vancouver, Kanada) war eine in Kanada lebende britische marxistische Soziologin und Feministin. Sie war Professorin an der Universität Toronto und begründete die soziologischen Disziplinen der feministischen Standpunkttheorie und der institutionellen Ethnographie. 

## Leben
Dorothy Smith war die Tochter des Holzhändlers Tom Place und der Chemikerin Dorothy Foster Place (geborene Abraham). Smiths Mutter war in jungen Jahren Anhängerin der Suffragettenbewegung und saß einige Zeit im Gefängnis, nachdem sie an der Seite von Sylvia Pankhurst bei einer Protestaktion Schaufenster des Warenhauses Harrods eingeworfen hatte. Zu ihren drei Brüdern gehörten der Philosoph Ullin Place und der Dichter Milner Place. 
Ihre Schulausbildung absolvierte Smith in einem Internat. Sie entzog sich ihrer vorbestimmten Rolle als Hausfrau und Mutter, indem sie Kurse zur Sozialarbeit an der University of Birmingham belegte und sich in London für die Labour Party engagierte. Ihren ersten akademischen Grad erlangte sie an der London School of Economics. Sie lernte dort ihren Mann kennen, zog mit ihm in die USA, wo sie 1963 an der University of California, Berkeley ihr Doktorat in Soziologie abschloss. Bald nach der Geburt ihres zweiten Kindes ließ sie sich von ihrem Mann scheiden. Bis 1966 hatte sie eine Stelle als Lecturer an der Universität in Berkeley. Sie zog dann mit ihren zwei Söhnen nach Vancouver, wo sie an der University of British Columbia unterrichtete, und 1977 nach Toronto, wo sie bis zu ihrer Pensionierung einen Lehrstuhl im Department of Sociology in Education des Ontario Institute for Studies in Education innehatte. 1994 wurde sie Adjunct Professor an der University of Victoria. 
Smith war Mitglied im internationalen Beirat der akademischen feministischen Zeitschrift Signs. Sie starb im Juni 2022 in ihrem Zuhause in Vancouver im Alter von 95 Jahren an den Folgen eines Sturzes.

## Schriften (Auswahl)
- Institutional Ethnography. A Sociology for People. AltaMira Press, Walnut Creek CA 2005, ISBN 0-7591-0501-4.
- mit Alison Griffith: Mothering for Schooling. RoutledgeFalmer, New York NY u. a. 2005, ISBN 0-415-95053-8.
- Writing the Social. Critique, Theory, and Investigations. University of Toronto Press, Toronto u. a. 1999, ISBN 0-8020-4307-0.
- Der aktive Text. Eine Soziologie für Frauen (= Argument-Sonderband. 235 NF = Coyote-Texte). Argument-Verlag, Hamburg 1998, ISBN 3-88619-235-0.
- The Conceptual Practices of Power. A Feminist Sociology of Knowledge. Northeastern University Press, Boston MA 1990, ISBN 1-55553-072-9.
- Texts, Facts, and Femininity. Exploring the Relations of Ruling. Routledge, London u. a. 1990, ISBN 0-415-03231-8.
- The Everyday World as Problematic. A Feminist Sociology. Northeastern University Press, Boston MA 1987, ISBN 1-55553-015-X.
- Feminism and Marxism. A Place to Begin, A Way to Go. New Star Books, Vancouver 1977, ISBN 0-919888-71-2.